# Calvagh O'Donnell
Calvagh O'Donnell (en irlandés Calbhach Ó Domhnaill; muerto en 1566), fue jefe del clan O'Donnell de Tyrconnell a mediados del siglo XVI. Vivió en constante enfrentamiento con Shane O'Neill, jefe del vecino clan de los O'Neill de Tyrone, interviniendo el gobierno inglés en su favor en varias ocasiones. Su vida transcurrió durante la reconquista Tudor de Irlanda.

## Carrera
Hijo del jefe Manus O'Donnell, Calvagh consiguió derrocar a su padre y a su hermanastro Hugh MacManus gracias a la ayuda prestada por los escoceses del clan Campbell, lo que le convirtió en el nuevo jefe O'Donnell. Tras su proclamación, procedió a unir y pacificar el territorio de Tyrconnell. Entretanto, su hermano Hugh MacManus pidió ayuda a Shane O'Neill, caudillo del vecino clan de Tyrone para derrotar y sustituir a Calvagh en la jefatura.
Shane invadió Tyrconnell al frente de un gran ejército en 1557, con el propósito de obtener la hegemonía en el Úlster, y acampó a orillas de Lough Swilly. Calvagh, aconsejado posiblemente por su padre, al que había hecho prisionero, lanzó un ataque sorpresa contra O'Neill que logró ponerle en fuga, de modo similar al ataque lanzado por su padre contra Conn O'Neill en Knockavoe en 1522.
Calvagh fue reconocido por los ingleses como señor de Tyrconnell, pero en 1561, él y su esposa Catherine MacLean fueron capturados por Shane en el monasterio de Kildonnell. Calvagh permaneció en poder de O'Neill durante más de tres años, sometido a torturas constantes, mientras que su esposa Catherine se convirtió en la amante de Shane. En 1564 fue liberado tras aceptar una serie de condiciones impuestas por O'Neill. Sin embargo, en cuanto se vio libre, víajó a Inglaterra, donde solicitó la ayuda de Isabel I.
En 1566, y siguiendo instrucciones de la reina, el Lord Diputado de Irlanda, Henry Sidney, marchó sobre Tyrconnell para restaurar a Calvagh al frente de O'Donnell. Sin embargo, el caudillo irlandés falleció ese mismo año y, dado que su hijo Conn permanecía en poder de Shane O'Neill, su hermanastro Hugh MacManus fue proclamado nuevo jefe. Hugh, que había recibido el apoyo de O'Neill contra Calvagh, decidió aliarse ahor con los ingleses en contra de Shane; así, en 1567 consiguió una gran victoria contra su enemigo ancestral en la batalla de Farsetmore cerca de Letterkenny, matando a más de 1.300 soldados y obligando a Shane a buscar refugio entre los MacDonnells de Antrim mandados por Sorley Boy MacDonnell, que le asesinaron poco después.

## Descendencia
En 1592, Hugh MacManus abdicó en favor de su hijo Red Hugh O'Donnell, que tendría graves enfrentamientos con su primo Niall Garve O'Donnell, nieto de Calvagh, lo que acabaría por facilitar la victoria de los ingleses en la Guerra de los Nueve Años